# Duisburger Stadtwald
Der Duisburger Stadtwald ist ein etwa 600 ha großes Waldgebiet in Duisburg.

## Lage und Botanik
Der Duisburger Stadtwald liegt etwa 3,5 km östlich der Duisburger Innenstadt an der Stadtgrenze zu Mülheim an der Ruhr in den Duisburger Stadtteilen Duissern und Neudorf. Er reicht von der A 40 im Norden bis zum Stadtteil Bissingheim im Süden. Das gesamte Gebiet ist durch Wanderwege erschlossen, die gekennzeichnet sind. Im Norden durchquert die Hauptverbindungsstraße zwischen Duisburg und Mülheim den Wald. Hier – auf einem Teil des Kaiserbergs – befindet sich auch der Duisburger Zoo. Im südlichen Teil führt die Uhlenhorststraße durch den Stadtwald. Die westliche Grenze bildet die A 3.
Südöstlich schließt sich auf Mülheimer Stadtgebiet der Broich-Speldorfer Wald an. Zusammen mit diesem Waldgebiet, der Huckinger Mark und der Grindsmark im Duisburger Süden ergibt sich ein etwa 30 km² zusammenhängendes Waldgebiet zwischen den Städten Duisburg und Mülheim.
Durch den Wald führen der Ruhrhöhenweg und der Neandertalweg des Sauerländischen Gebirgsvereins.
Der größte Teil des Stadtwaldes geht auf die Buche als beherrschende Baumart zurück.
Die höchste natürliche Erhebung auf Duisburger Stadtgebiet ist der Backelsberg mit 83,7 m ü. NHN. Das uralte Wort Back bezeichnete in der Wortherkunft eine gewölbte Form, die die sanfte Kuppe gut beschreibt und noch heute im Schwedischen „Hügel“ bedeutet. Auf seiner nördlichen Kuppe liegt in 82,53 m ü. NHN Haus Hartenfels. 
Neben Eichen und Buchen finden sich größere Vorkommen der Stechpalme (Ilex). In dem naturnahen Gebiet sind im Laufe der Jahre unterschiedliche Gehölze angepflanzt worden. An den Bächen treten jedoch in der Hauptsache Erlen und Birken in Erscheinung.
Ein Teil der Waldfläche, mittlerweile zehn Prozent, bleibt ohne menschlichen Eingriff sich selbst überlassen, entsprechend den Kriterien des Forest Stewardship Council (FSC).

## Freizeit
Im Stadtwald befindet sich ein Waldlehrpfad. Im Bereich des Kammerweges erläutern Tafeln die zum Baum des Jahres ausgerufenen, jeweils eigens angepflanzten Baumarten. Eine von einer Schulklasse angelegte Streuobstwiese vermittelt Tier- und Pflanzenwelt dieses Biotops. Den Stadtwald als „Kunstraum“ vermitteln die fünf Skulpturen der Duisburger Bildhauerin Regina Bartholme, die sich hier und da am Wegesrand finden. Zum Skulpturenweg gehören Kammerweg, Rundweg, Berg- und Talpfad sowie Eulenpfad. Für sportliche Aktivitäten wie Laufen und Walken gibt es ausgeschilderte Rundkurse, und einige Wege sind als Fahrrad- oder Reitweg ausgewiesen.

## Geologie
Die wechselhafte Geologie der Niederrheinischen Bucht lässt sich für Duisburg vereinfachen. Der Untergrund des Stadtwaldes stammt aus dem Oligozän und ist rund 30 Millionen Jahre alt. Auf diesen Schichten lagerte die Ur-Nordsee, deren Küste von Nord nach Süd durch das heutige Stadtgebiet von Duisburg verlief, Septarienton ab. Auf diese wasserundurchlässige Schicht lagerten sich dann noch zwei kiesig-sandige Schichten der Saale-Eiszeit vor etwa 200.000 Jahren auf: zunächst lagerte der damalige Rhein etwa 20 m hoch Schotter ab, bevor die Gletscher Duisburg erreichten und darauf schob der Saale-Gletscher schließlich noch sein Grundmoräne. Am Ende der Saale-Eiszeit hob sich das Gebiet des Duisburger Stadtwaldes und nach Abzug der niederdrückenden Gletschermassen stiegen die Hügel in etwa auf ihren heutigen Höhen. Am Westrand des Stadtwaldes wurden in der jüngeren Eiszeit von durch das Rheintal wehende Westwinde zusätzlich Flugsande abgelagert.

## Geschichte
Der Duisburger Stadtwald und mit ihm die übrigen Wälder zwischen Duisburg, Kettwig, Ratingen und Düsseldorf
sind die Reste eines von Rhein, Ruhr und Düssel begrenzten gewaltigen Reichsforstes. König Heinrich IV. schenkte 1065 das Waldstück zusammen mit dem Reichshof Duisburg dem Erzbischof Adalbert von Bremen. Das Vorrecht zur Nutzung des Waldes wurde – nach dem Sturze des Erzbischofs und nachdem das Gebiet wieder Reichswald und von den Herzögen von Limburg verwaltet wurde – im 14. Jahrhundert an die Herzöge von Berg abgetreten.
Der Duisburger Wald war im Mittelalter von allergrößter wirtschaftlicher Bedeutung. Er gehörte der Stadt und war nur einer begrenzten Anzahl von Bürgern zur Nutzung überlassen. Diese Bürger nannte man Walderben. Im bergischen Gebiet (s. a. Herzogtum Kleve) war die Nutzung des Waldes nur für die Inhaber eines Genossenschaftsanteils möglich. Man gestattete allerdings der armen Bevölkerung das Sammeln von Leseholz und Laub. Auch wurde ihnen gestattet, gegen Entgelt die Schweine zur Mast in den Wald zu treiben.
Als Forstmeister unterhielt der Herzog von Berg ein Wildpferdgestüt. Davon zeugt unter anderem noch der Flurname „Pferdekopf“, der die westliche Flanke des Backelsberges bis zum darunter liegenden Eselsbruch bezeichnet. Die Duisburger Ackerbürger betrachteten die Pferde als Plage, denn die Tiere durchbrachen oder übersprangen immer wieder die die Felder umgebenden und mit Dornenhecken bestückten Erdwälle des „Waldfriedens“ und verursachten große Fraß- und Trampelschäden. Erst mit der Auflösung des Gestüts im Jahr 1814 endeten die daraus resultierenden Streitigkeiten als über 2500 Helfer die gesamte Herde von 260 Tieren in Angermund zusammengetrieben und verkauften.
Durch die Siedlungsentwicklung und die Nutzung als Ackerland, Bauland, Bau- und Brennholz und Viehhaltung wurde die Waldfläche immer weiter zurückgedrängt. Die Industrialisierung verringerte die Waldflächen weiter. 
Im Stadtwald gibt es auch mehrere Stollen, in denen der Duisburger Stadtrat nach Kohle graben ließ, aber nie etwas fand. Der älteste Stollen stammt aus dem Jahre 1562. Heute noch zu sehen ist die in einer Grube neben dem Steinbruchsee liegende „Schinderhanneshöhle“.

## Bodendenkmale

### Hügelgräberfeld

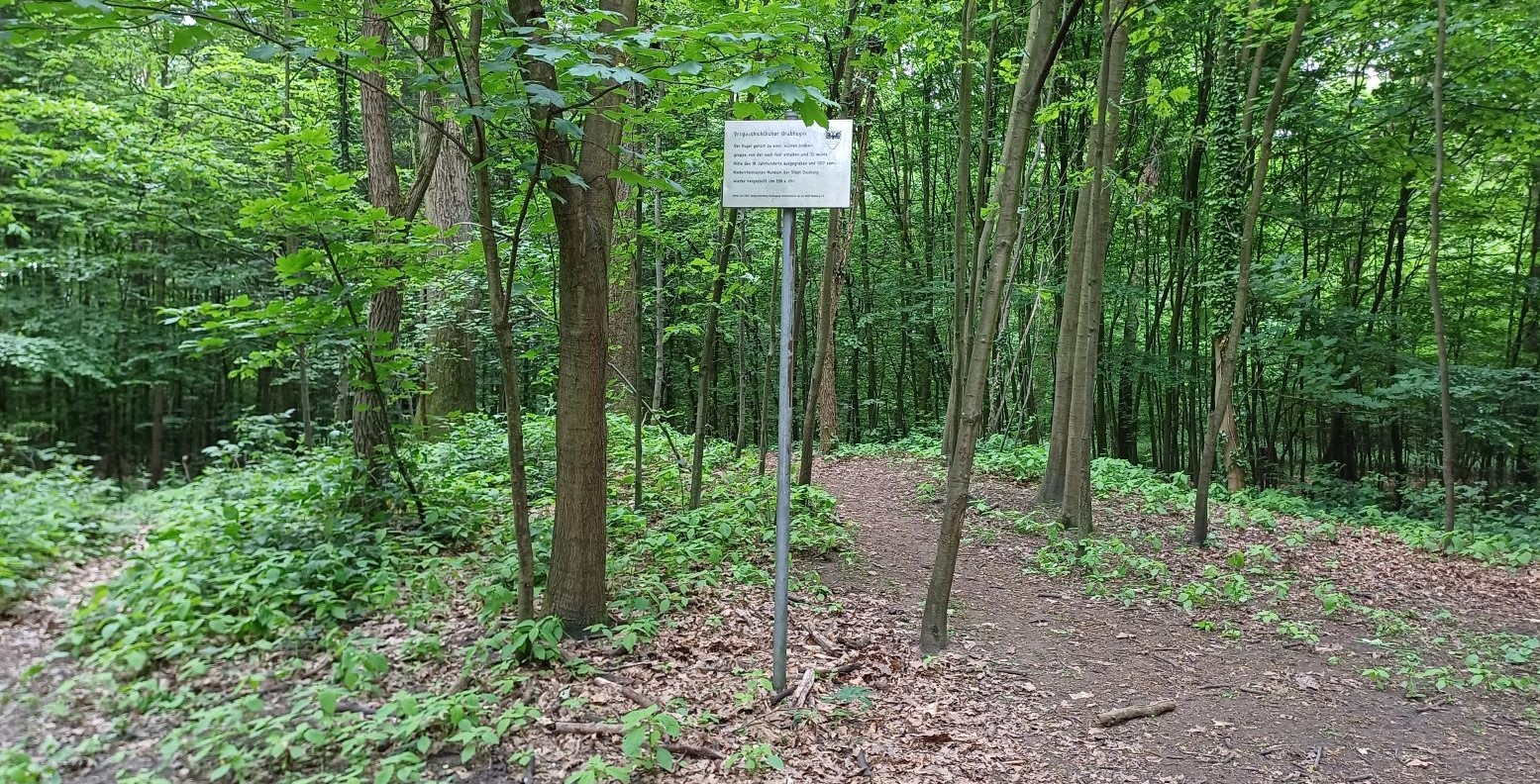
Hügelgrab

Ein großes Hügelgräberfelder der Bronze- und Eisenzeit mit tausenden Grabhügeln lag bis ins 19. Jahrhundert in der Rheinebene unterhalb der Hügel um den Heiligen Brunnen. Das Gräberfeld wurde fast völlig von den Duisburger Stadtteilen Neudorf, Mitte und Wedau überbaut. Nur an zwei Stellen finden sich noch eine Handvoll der Grabhügel. Einige sind auf dem Neudorfer Friedhof erhalten und eine Gruppe von fünf im Norden des Stadtwaldes am Waldspielplatz Monning. Die ausgegrabenen Urnen und Grabbeigaben sind teilweise im Stadthistorischen Museum ausgestellt.

### Heiliger Brunnen

Eine Postkarte aus dem Jahr 1909 zeigt bereits vor der 1935 erfolgten Renovierung eine Bruchsteinfassung der Quelle und die V-förmige Doppel-Treppe

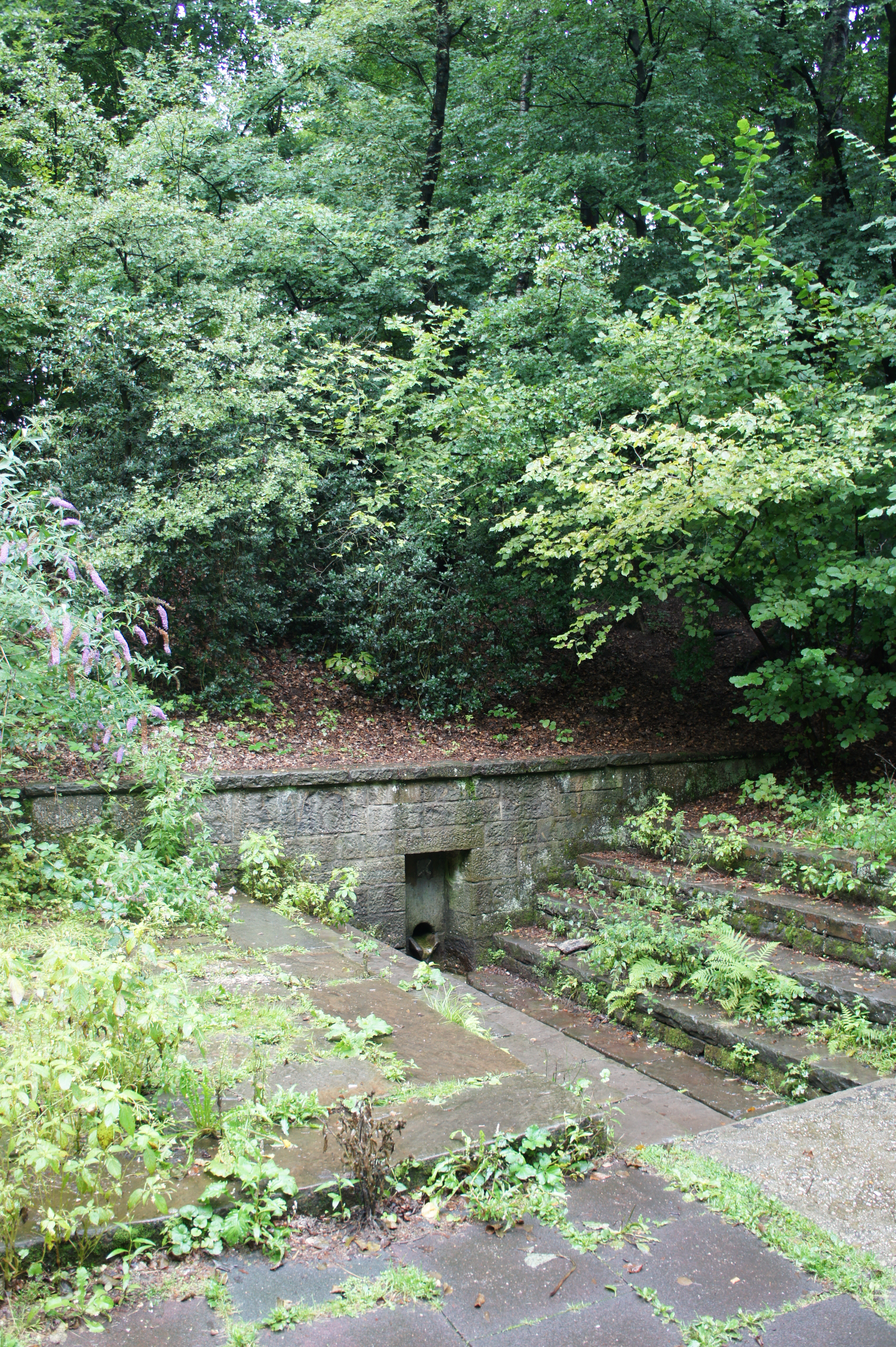
Die Quelle heute

Am Finkenpfad finden sich Siedlungsreste der jüngeren Bronze- und älteren Eisenzeit im Bereich der Quelle „Heiliger Brunnen“. Die Quelle befindet sich direkt an der Kreuzung Rundweg und Kammerweg. Die Höhen des Duisburger Stadtwaldes bestehen hier in den obersten Schichten aus eiszeitlichen Kiesen und Sanden, die das Regenwasser filtrieren und speichern. Auf den darunter liegenden wasserundurchlässigen tertiären Tonen der Ur-Nordsee, die schräg verlaufen, fließt das Wasser ab und tritt an den Hängen, wie hier am Heiligen Brunnen, als Quelle zu Tage.
Der Heilige Brunnen war vermutlich schon in vorgeschichtlicher Zeit eine Kultstätte. Die Kuppe, an deren südlichen Hang die Quelle entspringt, ist die westlichste, und mit rund 81 m eine der höchsten Kuppen des Duisburger Höhenzuges. Das Areal westlich oberhalb der Quelle liegt über den Hängen in die Rheinebene und bildet einen Sporn in Richtung Nachtigallental. Noch heute wird das Areal für Freiluft-Gottesdienste genutzt und möglicherweise von Menschenhand als Versammlungsfläche eingeebnet worden. An der Quelle fand sich unter anderem ein vermutlich zu Kultzwecken deponiertes bronzezeitliches Tüllenbeil. Erstmals schriftlich erwähnt wurde der Heilige Brunnen 1563 als Marienquelle „hillgen bornschen Berg“. Erstmals kartographisch erfasst wurde der Heilige Brunnen in der Preußischen Kartenaufnahme zwischen 1836 und 1850 in der zudem der Versammlungsplatz als Lichtung eingezeichnet wurde.
Es existieren zahlreiche Legenden, beispielsweise dass zur Wintersonnenwende germanische Feiern stattfanden, es an Stelle des heutigen Altarsteins einen heidnischen Opferstein auf der Versammlungsfläche gab, oder dass der spätere Münsteraner Bischof, der heilige Liudger, hier schon im 8. Jahrhundert missioniert und getauft hat. Auch sollen die Duisburger bis in die Zeit der Reformation das Taufwasser der Salvatorkirche aus dem Heiligen Brunnen geholt haben.
Das Wasser ist zwar mineralisch und heilkräftig wertlos, da es nicht aus der Tiefe kommt, aber es fließt durch die Speicherwirkung der Sande zuverlässig und war arm an Keimen im Vergleich zu Wasser aus Rhein und Ruhr oder aus durch Abwässer verunreinigte Brunnen in den Siedlungen. Die wundertätige Heilkraft des Wassers, besonders zur Pestzeit, ist lediglich eine Legende, die wohl darauf zurückzuführen ist, dass das saubere Wasser und der Aufenthalt im Wald für die Heilung förderlich gewesen sind. Heutige Trinkwassergüte hat das Wasser nicht.
Die Quelle hat eine V-förmige Doppel-Treppe, die den Quellbach zu beiden Seiten einige Meter einfasst. Der staunasse Quellbereich wäre ohne eine befestigte Treppe versumpft und kaum betretbar. Dies ist noch heute südlich der gefassten Quelle zu erleben, wo weitere natürlich belassene Quellaustritte eine großflächige, bis zu knietiefe Versumpfung des Hanges Richtung Nachtigallental bewirken. Die frühesten Nachweise für die V-förmige Doppel-Treppe am Heiligen Brunnen sind Fotos aus den Jahren um 1900, die eine in die Erde gearbeitete Treppe zeigen, deren Trittkanten mit Holzbalken stabilisiert waren. Darauf zu sehen ist auch bereits eine Quellfassung aus Bruchstein und eine schmale Steintreppe direkt an der Quelle sowie eine Brücke an gleicher Stelle wie die heutige. Um 1935 wurde die Doppel-Treppe und deren Umgebung mit Bruchsteinen gemauert und die Quellfassung erneuert.

### Steinbruch
Zu den Bodendenkmalen gehört seit 1990 der Steinbruch mit seinen Halden, Wegen und Mauern. Er liegt nördlich der den Wald Richtung Mülheim querenden Uhlenhorststraße. In der umzäunten Grube mit stellenweise steilen Abbruchkanten ist ein kleiner See entstanden. Das Areal ist vollständig mit Vegetation bedeckt, nur selten ist das zu Tage tretende Grauwackensandgestein noch sichtbar, das sich vor über 300 Mio. Jahren im Oberkarbon bildete und hier inselartig aus dem eigentlich 30 Millionen Jahre alten Oligozän-Untergrund des Stadtwaldes ragt. Bereits im ersten Jahrhundert nach Christus ist die Nutzung der Steine für das Fundament der römischen Tempelanlage von Elfrath bei Krefeld durch Ausgrabung belegt. Im Mittelalter gebrochene Steine wurden zum Bau der Stadtmauer, gelegentlich auch für Wohnhäuser verwendet. 1129 bestätigte König Lothar III. „dass der Grund des Waldes zu ....  Duisburg gehöre, und die Duisburger Bürger nach .... ihrem Bedarf Steine brechen können“. In der Mitte des 19. Jahrhunderts sind dann systematisch Steine für den Straßenbau gebrochen worden, wobei auch die Grube des heutigen Sees entstand. Seit 1874 ist der Steinbruch stillgelegt.

## Weitere Sehenswürdigkeiten im Stadtwald

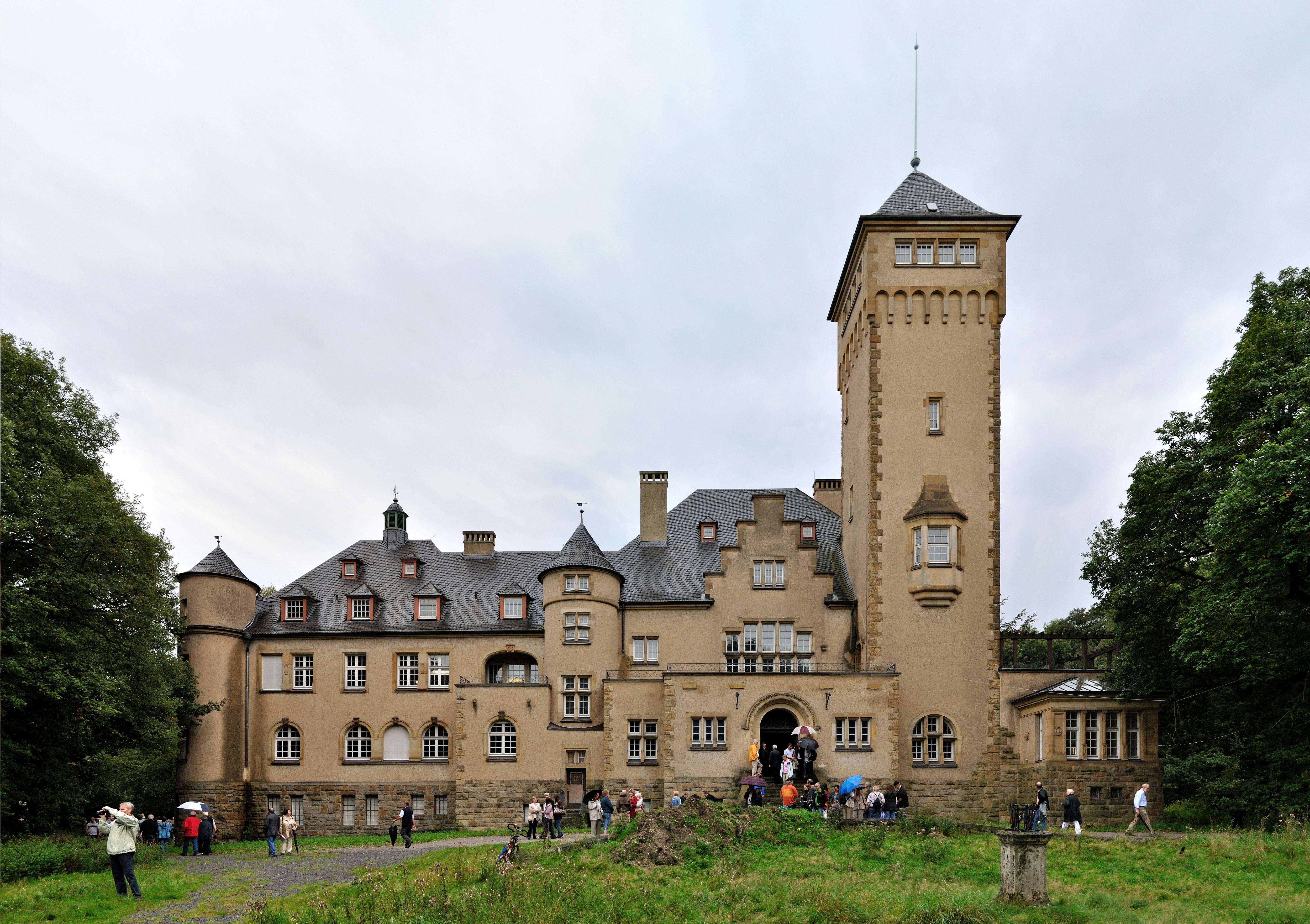
Schlossartiges Haus Hartenfels im Duisburger Stadtwald

### Haus Hartenfels
Haus Hartenfels ist ein 1911 fertiggestellter schlossartiger Landsitz des Industriellen Peter Klöckner. Es liegt von Wald umgeben am Unteren Burgweg Ecke Drachensteig, Das imposante Haus mit Turm steht auf dem höchsten Punkt des Stadtgebietes Duisburg. Zwei im rechten Winkel verlaufende Waldwege, die nördlich des Anwesens durch den Wald zur Monning verlaufen, heißen heute Klöcknerweg. Erzählungen nach lief Peter Klöckner häufig auf diesem Weg von Haus Hartenfels zur Mülheimer Straße, um trotz seines Vermögens mit der Straßenbahn nach Duisburg zu fahren.

### Wildschweingehege

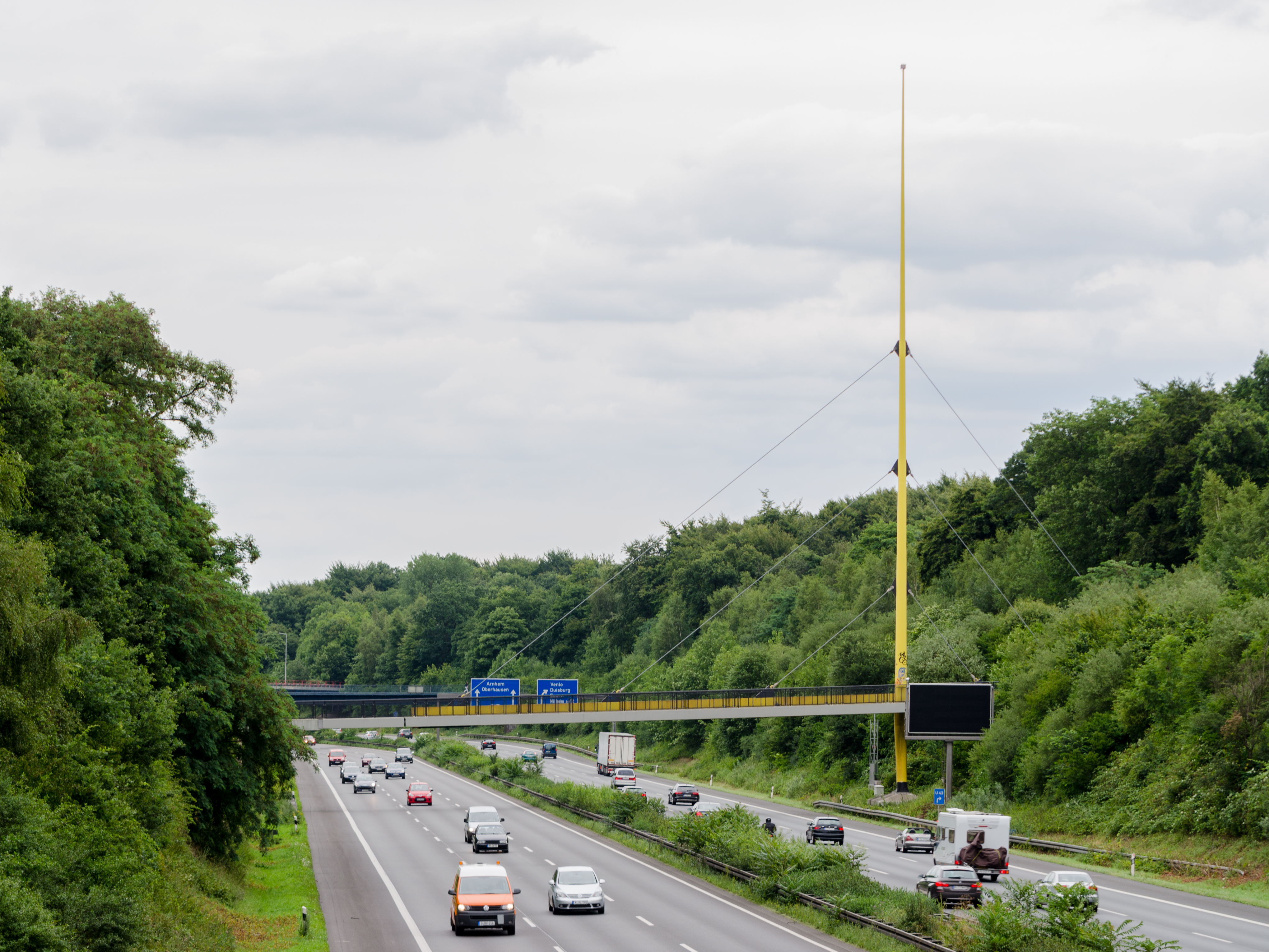
Die Expo-Brücke führt über die A3 in den Stadtwald

Zwischen dem Forsthaus am Aktienweg und dem Heiligen Brunnen befindet sich ein 10.000 Quadratmeter großes Wildschweingehege mit etwa 22 Wildschweinen.

### Expo-Brücke
Vom Uni-Parkplatz an der Carl-Benz-Straße führt eine augenfällige gelbe Brücke mit spitzem Pylon auf den Forsthausweg in den Stadtwald. Dies ist die sogenannte Expo-Brücke, die auf der Expo 58 in Brüssel am deutschen Pavillon stand. Nach der Ausstellung wurde sie in Duisburg als Zoobrücke über die damals nur vierspurige A3 aufgebaut. Als die A3 auf sechs Spuren verbreitert wurde, wurde sie verlängert und an ihrem jetzigen Standort am Forsthausweg aufgestellt und der Zoo bekam eine Grünbrücke.

## Fotogalerie

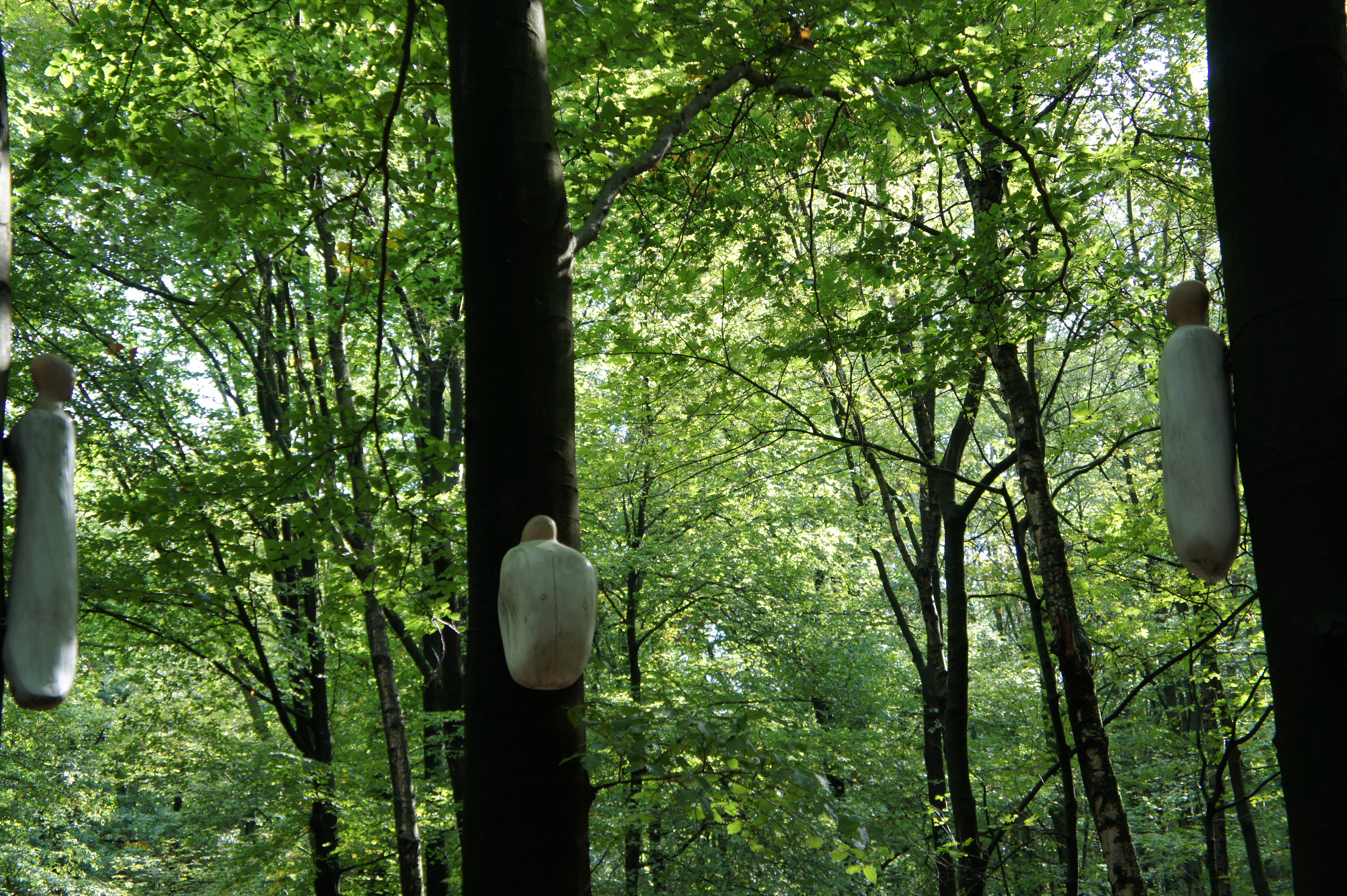
Skulptur „Weiß Verpuppte“ von Regina Bartholme im Duisburger Stadtwald
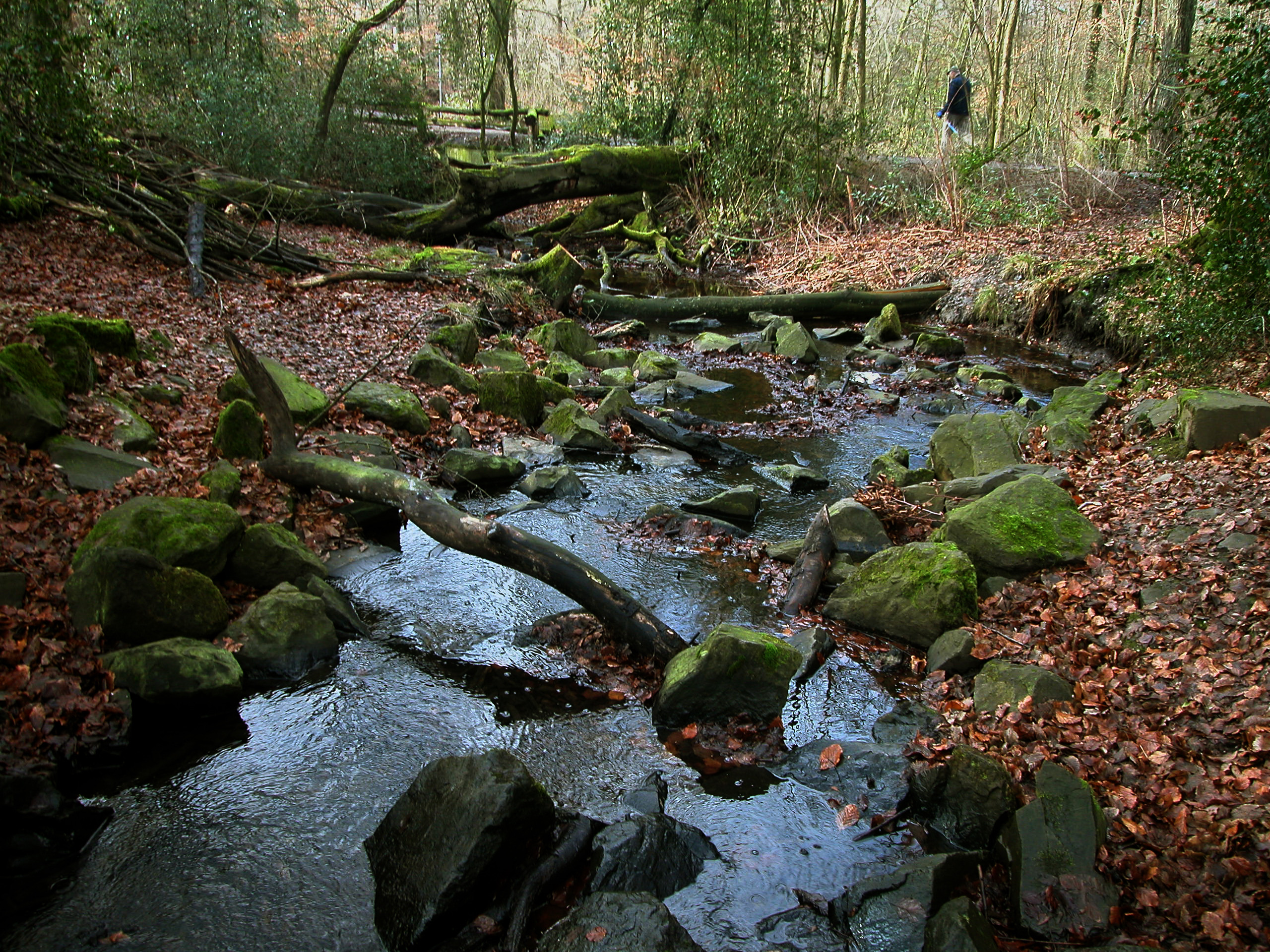
Im Nachtigallental
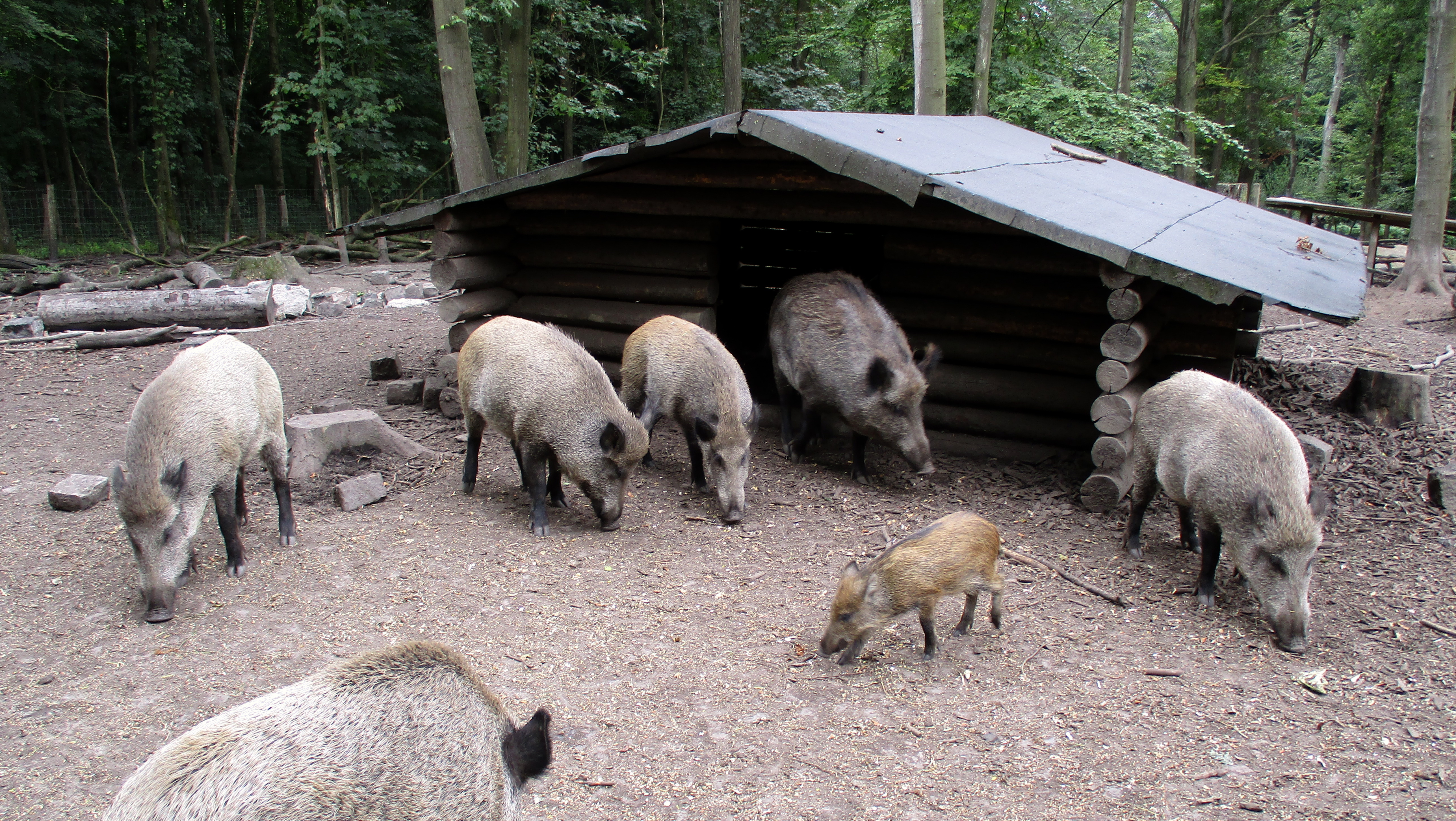
Wildschweingehege am Forsthaus